# Winfried Freudenberg
Winfried Freudenberg, född 29 augusti 1956 i Osterwieck, Östtyskland, död 8 mars 1989 i Västberlin, Västtyskland, var den sista personen att dö under ett flyktförsök från Öst- till Västtyskland över Berlinmuren.
Winfried Freudenberg föddes den 29 augusti 1956 i staden Osterwick i dåvarande Östtyskland, men växte upp i Lüttgenrode i Sachsen-Anhalt nära gränsen till Västtyskland. Efter att under några år ha varit lärling hos en elektriker på orten, utbildade han sig till elektrisk ingenjör vid den östtyska folkhögskolan. Under utbildningstiden träffade han en student vid namn Sabine, som han hösten 1988 gifte sig med. Det var svårt för de båda att hitta arbete, och paret blev gradvis allt mer besvikna över att de inte tilläts passera gränsen till väst, bara ett fåtal hundra meter bort. Två veckor före bröllopet hade Freudenberg beslutat att fly till väst tillsammans med sin hustru, en flykt som de omedelbart började planera en flykt med hjälp av en hemmabyggd ballong fylld med naturgas, över Berlinmuren.
Som en del av sin plan, flyttade Freudenberg med sin hustru från Lüttgenrode till en lägenhet i närheten av Prenzlauer Platz i Östberlin, varvid Freudenberg tog ett jobb på ett lokalt gasraffinaderi i närheten. I januari och februari 1989 började de tillverka en ballong av polyester från ett tält, som de hade strimlat och tejpat ihop. På kvällen den 7 mars bestämde de sig för att väderförhållandena var tillräckligt gynnsamma för sin flykt, och vid midnatt gick de till det raffinaderi där Freudenberg arbetade och började fylla ballongen med gas. En ung arbetslös student la märke till dem och larmade den lokala polisen klockan 01:30. De båda greps av panik när de fick syn på blåljusen från ett polisfordon närma sig, och bestämde i all hast att Freudenberg skulle fly ensam eftersom ballongen inte var fylld nog att kunna lyfta dem bägge två. Men utan Sabine ombord fanns det inte tillräckligt med tyngdmotstånd, vilket ledde till att ballongen steg snabbare än väntat. 
När ballongen passerade Berlinmuren observerades den genast av den östtyska gränsbevakningen som riktade flera strålkastare och vapen emot den. Man bestämde sig emellertid för att inte öppna eld mot ballongen då gasen inuti den kunde utlösa en kraftig explosion. 
Freudenberg tillbringade flera timmar uppe i luften och drog fram över flygplatsen vid Berlin Tegel i Västberlin, där han förmodligen planerat att landa. Omkring klockan 07:30 på morgonen den 8 mars havererade ballongen över förorten Zehlendorf. Den direkta orsaken till olyckan är okänd. Resterna av ballongen påträffades intrasslad i ett träd vid en genomfartsled i utkanten av Västberlin, medan Freudenbergs kropp upptäcktes några timmar senare på en bakgård flera kvarter bort. Av allt att döma dog Freudenberg direkt till följd av de skador han ådrog sig i kraschen. 
Efter incidenten undersökte den östtyska polisen Freudenbergs vänner, familj, bekanta, kollegor och hans hustru, för att avgöra om någon av dem hade deltagit i flyktförsöket. På grund av internationell uppmärksamhet efter dödsskjutningen av Chris Gueffroy vid Berlinmuren i februari 1989 fick Freudenbergs hustru Sabine ett relativt milt straff på tre års skyddstillsyn och därefter amnesti i oktober 1989. 